# 工程師拇指探案
《工程師拇指探案》是柯南·道爾所著的福爾摩斯探案的56個短篇故事之一，收錄於《福爾摩斯辦案記》。

## 故事簡介
維克多·海瑟里先生是一位工程師，一日他接到一宗神秘的工作，雇主萊桑德·史塔克上校要求他對工作內容保密，又願意支付鉅額費用，他於是答應工作。海瑟里按上校的要求去到一個偏僻的地方，接著又修理好上校的機器，但此時該史塔克上校想殺人滅口，最後海瑟里先生被砍掉拇指，並逃離了現場。海瑟里先生回到倫敦後經華生的介紹向福爾摩斯諮詢，福爾摩斯認為史塔克上校與鑄造假幣的案件有關，連同警方追捕他們，只可惜去到現場那史塔克上校已經逃去無蹤。